# L'oro di Napoli
L'oro di Napoli is een Italiaanse filmkomedie uit 1954 onder regie van Vittorio De Sica.

## Verhaal
De film brengt in zes episodes een ode aan de stad Napels. De film toont hoe een crimineel misbruik maakt van een clown, hoe een pizzaverkoopster de ring verliest van haar man, hoe een klein kind wordt begraven, hoe een gokverslaafde edelman wordt verslagen door een kind, hoe de prostituee Teresa trouwt en hoe "professor" Ersilio Miccio mensen tracht te helpen met zijn wijsheid.

## Rolverdeling
| Acteur             | Personage            |
| ------------------ | -------------------- |
| Totò               | Don Saverio Petrillo |
| Sophia Loren       | Sofia                |
| Silvana Mangano    | Teresa               |
| Eduardo De Filippo | Don Ersilio Miccio   |
| Paolo Stoppa       | Don Peppino          |
| Erno Crisa         | Don Nicola           |
| Lianella Carell    | Carolina             |
| Giacomo Furia      | Rosario              |